# Annerly Poulos
Annerly Poulos (Canberra, 8 januari 2003) is een tennisspeelster uit Australië. Poulos heeft een Griekse vader en een moeder uit Samoa.
Poulos begon op zevenjarige leeftijd met tennis. Op tienjarige leeftijd werd ze geselecteerd voor de Tennis ACT academy.
Als junior speelde Poulos op het ITF-circuit en nam deel aan de Junior Fed Cup.
In 2019 speelde ze samen met landgenote Alison Bai op het WTA-toernooi van Hobart haar eerste WTA-toernooi, na het verkrijgen van een wildcard.